# Вараго (Тревизо)
Вараго је насеље у Италији у округу Тревизо, региону Венето.
Према процени из 2011. у насељу је живело 2356 становника. Насеље се налази на надморској висини од 29 м.